# Herman Fleming (1690–1769)
Herman Fleming (af Liebelitz), född 1690 (dop 23 september) i Stockholm, död 4 juni 1769 på Gräsa gård i Esbo socken, var en svensk friherre och militär.
Herman Fleming var son till lagmannen Herman Fleming och Catharina Sack. Han blev musketerare vid livgardet i februari 1707 och förare där 1708. Fleming blev fänrik vid guvernörsregementet i Riga 1708, fänrik vid livgardet 1709, löjtnant där 1710, regementskvartermästare 1716 samt kapten 1719. Han blev kapten vid livdragonregementet, erhöll majors karaktär 1747, blev major vid regementet 1751 och överstelöjtnant där 1756. Fleming var överste och chef för Smålands kavalleriregemente 1757–1759 och för Nylands och Tavastehus dragonregemente 1759–1762. Han blev 1748 riddare av Svärdsorden.